# TEEB
TEEB (The Economics of Ecosystems and Biodiversity) is een in 2007 gestart internationaal initiatief om de aandacht te vestigen op de wereldwijde economische baten van biodiversiteit. Het heeft als doel, de groeiende kosten van biodiversiteitsverlies en ecosysteemdegradatie voor het voetlicht te brengen en expertise samen te brengen uit de natuurwetenschappen, economie en beleid om praktische acties mogelijk te maken.
TEEB wil de urgentie om in actie te komen bekendheid geven en breed delen, via vijf producten:
- D0: natuurwetenschappelijke en economische grondslagen, kosten van beleid en kosten van niet optreden;
- D1: kansen voor nationale en internationale beleidsmakers;
- D2: beslissingsondersteuning voor lokale overheden;
- D3: zakelijke risico’s, kansen en statistieken;
- D4: eigenaarschap van burgers en consumenten.

## Geschiedenis
De TEEB-studie werd gelanceerd door Duitsland en de Europese Commissie naar aanleiding van een voorstel door de G8+5 ministers van Milieu in Potsdam, Duitsland, in 2007 voor een wereldwijde studie over de economie van het verlies aan biodiversiteit. De tweede fase van de TEEB-studie werd gehost door UNEP (milieuprogramma van de Verenigde Naties) met de steun van een aantal organisaties, waaronder de Europese Commissie, Duitse bondsministerie van Milieubeheer, Natuurbehoud en Nucleaire Veiligheid en het Britse ministerie van milieubeheer, voedselvoorziening en plattelandszaken.
Een motief voor de studie was, het neerzetten van een objectieve wereldwijde standaard als basis voor het in rekening brengen van natuurlijk kapitaal. Schattingen stelden de verwachte kosten van schade aan biodiversiteit en ecosystemen op 18% van de wereldwijde economische output in 2050 en anno 2014 op meer dan US$ 2 biljoen (voor de grootste 3000 bedrijven volgens Trucost), met sommige schattingen zo hoog als 6 biljoen Amerikaanse dollar per jaar.
Sponsors van TEEB noemen het een "majeur internationaal initiatief om aandacht te vestigen op de mondiale economische baten van biodiversiteit, om te wijzen op de toenemende kosten van verlies van biodiversiteit en aantasting van ecosystemen, en om de expertise op het gebied van wetenschap, economie en beleid te bundelen om concrete acties vooruit te helpen". 
In oktober 2010 publiceerde TEEB het verslag "Mainstreaming van de economie van de natuur: een synthese van de aanpak, de conclusies en de aanbevelingen van TEEB" en lanceerde TEEB de Bank van Natuurlijk Kapitaal om haar bevindingen te communiceren aan het grote publiek. 

## TEEB in Nederland
Ook in Nederland zijn sinds 2011 een aantal TEEB-studies uitgevoerd. Met TEEB-NL wil de Rijksoverheid de economische waarde, in termen van baten en kosten, van ecosysteemdiensten voor Nederlandse overheden, bedrijfsleven en burgers inzichtelijk maken. De studies zijn in de eerste plaats bedoeld voor verdere bewustwording van de noodzaak het belang van biodiversiteit en ecosysteemdiensten mee te wegen bij beleidsbeslissingen en investeringen. Daarnaast worden concrete handelingsperspectieven ontwikkeld.
Als vervolgstap in de concretisering van TEEB heeft het Planbureau voor de Leefomgeving in het tweejarig programma 'Natuurlijk Kapitaal Nederland' de mogelijkheden onderzocht om de diensten die de natuur levert zo goed mogelijk te benutten zonder het natuurlijk kapitaal uit te putten, in de praktijk van Nederlandse projecten.